# Peter Nguyễn Văn Hùng
Peter Nguyễn Văn Hùng (in cinese: 阮文雄S, Ruǎn WénxióngP; Đông Nam Bộ, 21 novembre 1958) è un presbitero e attivista vietnamita naturalizzato australiano. Nel corso della sua vita, ha partecipato e organizzato numerose attività volte a proteggere i diritti umani, in particolar modo del popolo vietnamita a Taiwan.

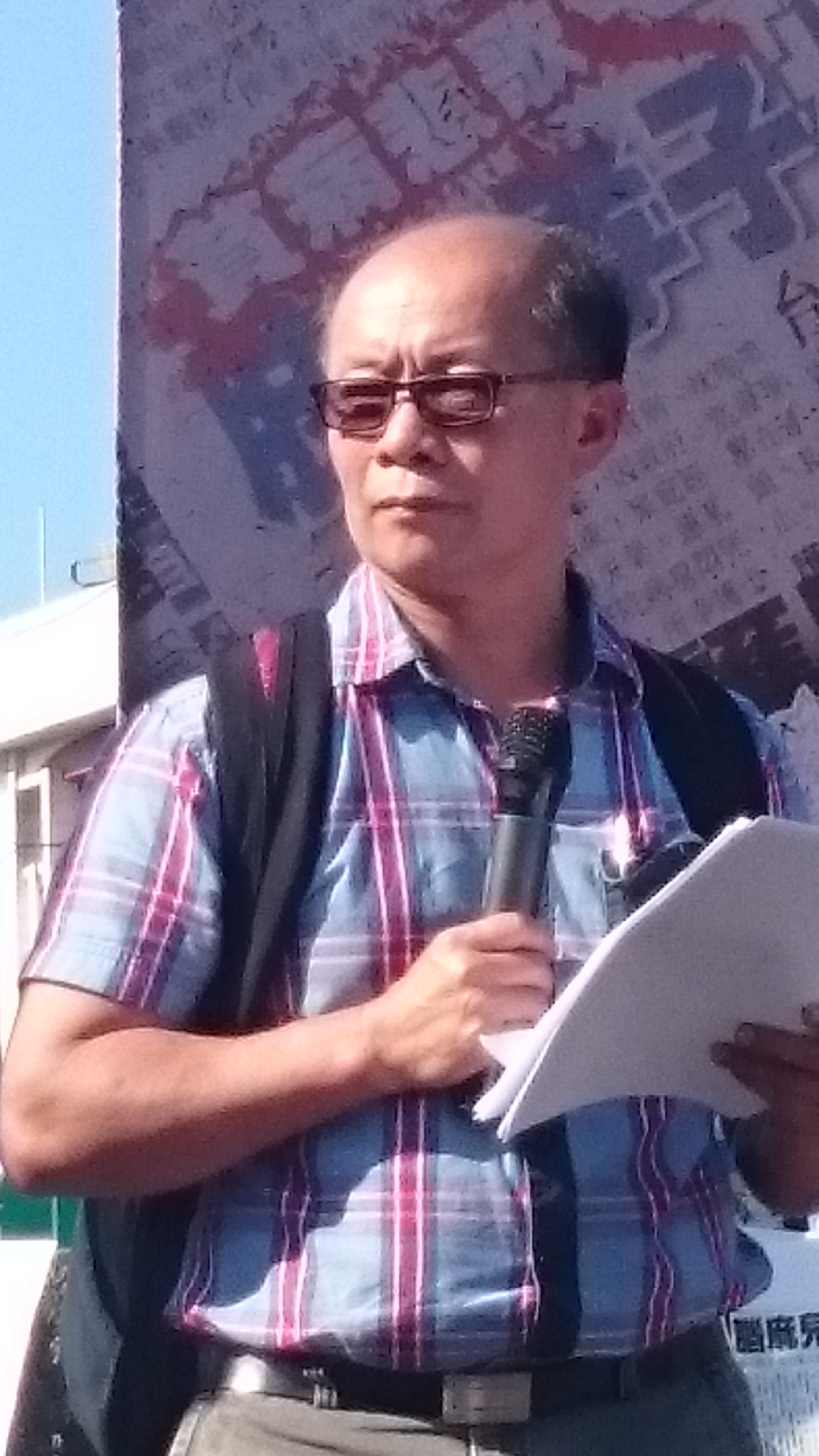
Peter Nguyễn Văn Hùng sul Ketagalan Boulevard

È stato riconosciuto dal Dipartimento di Stato degli Stati Uniti come un "eroe impegnato a combattere la schiavitù moderna".

## Biografia
Nguyễn Văn Hùng è nato in una famiglia composta da otto figli nell'attuale regione sud-orientale, ai tempi parte del Vietnam del Sud. Secondo quanto affermato da Hùng, la sua famiglia apparteneva a una classe sociale "medio-bassa"; suo padre era un tassista, in seguito deceduto dopo una lunga malattia, mentre sua madre, originaria di Nghệ An, professava la religione cattolica e si era rifugiata insieme ai figli nel Sud nel 1964. Hùng attribuisce l'influenza della fede e della devozione a sua madre e spesso rubava il cibo dalla famiglia per darlo ai poveri.
Seguendo le orme dei suoi genitori, nel 1979, si imbarcò su una carretta del mare per attraversare il confine e, dopo 36 ore, fu salvato da una nave battente bandiera norvegese e portato in Giappone. Lì dovette svolgere vari lavori per mantenersi, come la riparazione di strade, la produzione di acciaio e lo scavo di tombe. Successivamente, si unì alla Società missionaria di San Colombano, che lo spinse a trasferirsi a Sydney per studiare presso un seminario in loco. Nel 1991, fu ordinato sacerdote e fu trasferito a Taiwan.
Nel 2004, Nguyễn Văn Hùng ha fondato l'Ufficio di Assistenza ai Lavoratori Migranti e alle Spose Vietnamite a Bade, Taoyuan, per aiutare gli individui vietnamiti che risiedono e lavorano a Taiwan. La sua organizzazione forniva corsi di lingua cinese, alloggio, pasti e consulenza legale. In alcune occasioni, l'ufficio ha funto da rifugio e sostegno per più di venti donne. Grazie al lavoro dell'agenzia, sono stati denunciati numerosi casi di sfruttamento e maltrattamento di lavoratori e spose straniere, il che ha portato il Dipartimento di Stato degli Stati Uniti (DOS) a inserire Taiwan nella sua "Lista di Osservazione di Livello 2", insieme a paesi come la Cina e la Cambogia, a causa degli insufficienti sforzi nel combattere il traffico di esseri umani, causando imbarazzo al governo taiwanese sulla scena internazionale. Nel "Rapporto sul Traffico di Persone del 2006" del DOS, Nguyễn è stato elogiato come uno dei dieci "eroi che lottano per porre fine alla schiavitù moderna". Le sue azioni lo hanno esposto a varie minacce, portandolo a temere di uscire di notte.
L'organizzazione ha inoltre stabilito una stretta collaborazione con altre organizzazioni non governative nel campo della lotta contro il traffico di esseri umani, al fine di influenzare il governo degli Stati Uniti a intervenire e fare pressione sui legislatori taiwanesi. Le attività di questa coalizione hanno contribuito alla creazione e all'emanazione della "Legge contro il traffico di esseri umani" (人口販運防治法) a Taiwan, nel 2009. Il 7 gennaio 2017, presso il Saigon Broadcasting Television Network a Taipei, Nguyễn Văn Hùng ha ricevuto un premio per il suo impegno come attivista sociale cattolico a Taiwan.

## Critiche
In un articolo del giornale vietnamita Sài Gòn Giải Phóng del 2005, Nguyễn viene descritto come "un elemento sovversivo che negli anni ha costantemente agito contro lo Stato vietnamita. Molte volte, questo sacerdote ha compiuto azioni per indurre i lavoratori vietnamiti a interrompere i contratti, nascondendoli in chiese per agevolare i suoi oscuri fini".